# 碱式碳酸铜
碱式碳酸铜（英語：Basic copper carbonate）化学式为Cu2(OH)2CO3，也有写作CuCO3·Cu(OH)2，颜色翠绿，在自然界中铜通常以此种化合物的形式存在，它是铜与空气中的氧气、二氧化碳和水等物质反应产生的物质。不溶于水。
碱式碳酸铜一般常称為銅鏽或铜绿。

## 孔雀石

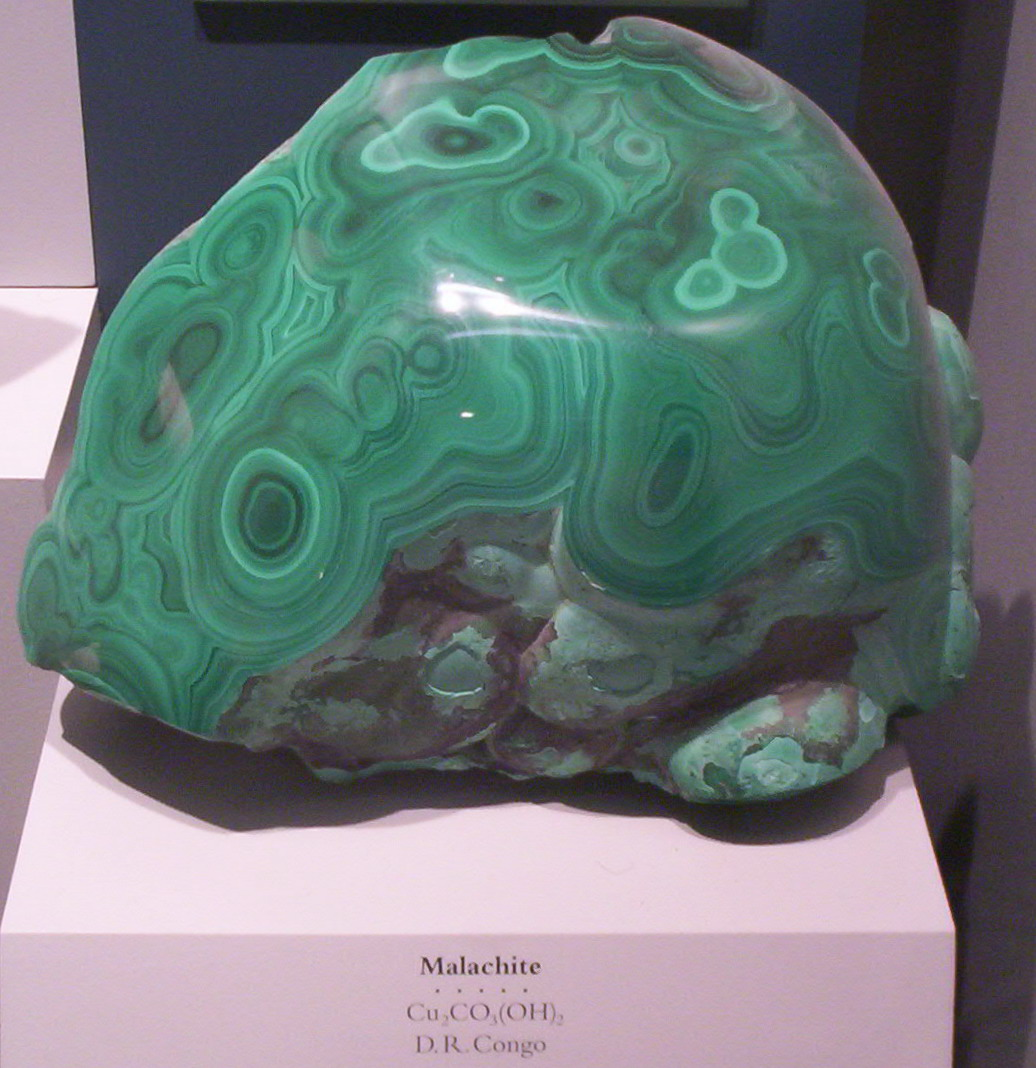
孔雀石

碱式碳酸铜的结晶为孔雀石，是一种名贵的矿物宝石。
2Cu + O2 + CO2 + H2O → Cu2(OH)2CO3

## 制备

### 用碳酸钠与硫酸铜作用制备
反应方程式：
2Na2CO3 + 2CuSO4 + H2O → Cu2(OH)2CO3↓ + CO2↑ + 2Na2SO4
具体方法：
按体积比V（CuSO4）：V(Na2CO3)=1:1.2取0.5mol/L的碳酸钠溶液和0.5mol/L的硫酸铜溶液，同时置于70℃的水浴中直到恒温。然后将两者混合，置于70℃的水浴环境下攪拌。可以观察到有浅蓝色沉淀产生。调节pH值为8.50~8.88，不断搅拌悬浊液直到沉淀变为绿色。此时停止搅拌，静置，待沉淀沉降之后进行过滤，并用去离子水洗涤沉淀，直到不含硫酸根离子（硫酸鈉）為止。然後将沉澱至于烘箱中以100℃烘干，即可得到绿色的碱式碳酸铜。

### 用碳酸氢钠与硫酸铜作用制备
反应方程式：
2CuSO4 + 4NaHCO3 → Cu2(OH)2CO3↓ + 3CO2↑ + H2O + 2Na2SO4
该反应会放出较多气泡，因此需缓慢投料。不管是使用碳酸钠还是碳酸氢钠，反应都可以在常温下进行而无需水浴加热，只不过反应速率会减慢，可能需要1d以上才能反应完全。

### 用碳酸钠与氯化铜作用制备
反应方程式：
2CuCl2 + 2Na2CO3 + H2O → 4NaCl + CO2↑ + Cu2(OH)2CO3↓

## 分解
碱式碳酸铜加热会分解为氧化铜、水和二氧化碳。反应式：
{\displaystyle \mathrm {Cu_{2}(OH)_{2}{CO_{3}}\ {^{^{\;\Delta }_{\longrightarrow }}}\ 2CuO+CO_{2}\uparrow +H_{2}O} }

## 除鏽
碱式碳酸铜放入稀硫酸生成硫酸铜、水和二氧化碳。反应式：
Cu2(OH)2CO3 + 2H2SO4 → 2CuSO4 + CO2↑ + 3H2O

## 其他反应

### 与盐酸反应
Cu2(OH)2CO3+4HCl→2CuCl2+CO2↑+3H2O.